# Vinice
Vinice – wieś w Słowenii, w gminie Sodražica. W 2018 roku liczyła 100 mieszkańców.